# اسکات (ایندیانا)
اسکات (به انگلیسی: Scott) یک منطقهٔ مسکونی در ایالات متحده آمریکا است که در شهرستان لاگرانژ، ایندیانا واقع شده‌است. اسکات ۲۵۵٫۱۲ متر بالاتر از سطح دریا واقع شده‌است.